# Perun (brdo)
Brdo Perun nalazi se uz obale Jadranskog mora. Proteže se od rijeke Žrnovnice nadomak Splitu do ušća Cetine kod Omiša u dužini od 17 km.
Poljička Republika smatrala je brdo svojim. Sa zapadne strane, poviše kamenoloma u Žrnovnici, nalazi se crkvica sv. Jure (441 mnv.) od kud puca prekrasan pogled na Stobreč, Split, Kaštela i Žrnovnicu.
Najviši vrh: Križ, 533 m.
Podno njega se nalaze:
- na zapadu – Split i Žrnovnica
- na jugu – Strožanac, Podstrana (donja), Grljevac, Sv. Martin, Mutogras, Bajnice, Krilo-Jesenice, Jesenice, Dugi Rat, Duće, Sumpetar
- na jugoistoku – Omiš
- na sjeveru – Žrnovnica, Donje Sitno, Srinjine, Tugare

Na brdu se nalaze ova naselja: Gornja Podstrana,...
Cijelo se ovo brdo nalazi u Poljicima, koja dijeli na Dolnja Poljica – južno i Srednja Poljica – sjeverno.
Dobilo je ime prema staroslavenskom božanstvu Perunu.